# Gyömrő
Gyömrő város Pest vármegyében, a Monori járásban, a budapesti agglomerációban.

## Fekvése
A település Budapest központjától 30 km-re, városhatárától 7 km-re, a fővárostól keletre, a Budapest–Nagykáta–Szolnok vasútvonal mentén fekszik. Itt találkozik a Cserhát-hegység déli nyúlványának Gödöllői-dombsága az Alföld északi peremével (Pesti-hordalékkúpsíkság). Vízválasztó hely, északi területéről a Tápió keletre, a Tiszához igyekszik; déli részén ered a Halas-patak, amely nyugatra, a Dunába küldi vizét. (Ezt a földrajzi jellegzetességet mutatja a város címerének közepe.)

## Közlekedése

### Közúthálózat
Közigazgatási területét az alábbi, regionális és térségi jelentőségű utak érintik:
- a Budapesttől Füzesabony térségéig húzódó 31-es főút, amely a belterületének északi szélén halad,
- az Ecser–Maglód–Monor közti 3111-es út, mely északnyugat-délkeleti irányban szeli át a központját, és
- a Mendétől az M4-es autóútig vezető 3124-es út (ez 2020 előtti számozás szerint a 4603-as út része volt).
- Déli határszélét érinti az M4-es autóút és a 404-es főút Üllő-Gyömrő csomópontja.

### Közösségi közlekedés
A településen az alábbi közösségi közlekedési lehetőségek érhetők el:
- a MÁV 120a számú Budapest–Újszász–Szolnok-vasútvonala kétvágányú villamosított vasúti fővonala, melynek itteni állomása Gyömrő vasútállomás, a központtól északra helyezkedik el;
- a Volánbusz által üzemeltetett buszjáratok Kőbánya-Kispest–Gyömrő, valamint Örs vezér tere–Monor viszonylatokon óránként;
- helyi autóbuszjáratok 2009 óta üzemelnek

### Egyéb infrastruktúra
A kertvárosi jellegű település teljes mértékben közművesített és minden közútja aszfaltburkolatú. A széles sávú vezetékes és mikrohullámú internet szolgáltatás egyaránt elérhető.

## Története
A város területét az őskortól kezdve lakják, ennek bizonyítékai a réz-, és bronzkori leletek. A településre vonatkozó első írásos adat 1274-ből származik.
A középkorban virágzó település a török hódoltság nyomán csaknem lakatlanná vált. A török kiűzése Magyarországról utáni legfontosabb esemény Gyömrő életében a Rákóczi-szabadságharc idején, 1705. július 3-án tartott fejedelmi seregszemle és beszéd volt. Ennek helyszínét ma emlékoszlop jelzi, és Rákóczi csüggedő katonáihoz intézett beszéde is megtekinthető eredeti, kézírásos formában.
1732-ben a Telekiek szereztek Gyömrőn birtokot. A család jelenléte pozitív irányban befolyásolta a település fejlődését. Az általuk felépített, ma gyermekotthonként működő kastély a kisváros egyik legszebb épülete. A településen 1750-ben indult meg a polgári anyakönyvezés. A 19. század derekán több közéleti személyiség megfordult, és/vagy tartózkodott itt rövidebb-hosszabb ideig, pl. Kossuth Lajos, Vörösmarty Mihály, Táncsics Mihály.
1882-ben nyílt meg a települést érintő Budapest–Újszász-vasútvonal, aminek hatására a fejlődés még dinamikusabbá vált. Ebben az időben téglagyár létesült, aminek helyén a máig kiemelt jelentőségű tófürdő jött létre. Ennek vize bizonyítottan gyógyhatású, ezért az emberek nyaranta tömegével keresték fel, főleg a fővárosból. Közülük sokan később háztelket vásároltak Gyömrőn, és családostul itt telepedtek meg, innen járva naponta Budapestre dolgozni.
1913-tól 1950-ig járási székhely volt. Ecser, Maglód, Mende, Péteri, Tápiósáp, Tápiósüly és Úri tartozott a Gyömrői járáshoz.
A politikai pártok is megjelentek a század elején. 1908-ban a Szociáldemokrata Párt, 1918-ban a Kommunista Párt kezdett itt tevékenykedni. A szovjet hadsereg benyomulása után, 1945. február elejétől április végéig Gyömrőről és a környékbeli falvakból egy rendőrségnek álcázott direktórium internálás címén különböző ürügyekkel elhurcolt, megkínzott, kirabolt és meggyilkolt a Horthy-rendszerhez kapcsolható helyi férfiakat: egy egyetemi tanárt, egy főjegyzőt, jegyzőket, papokat, irodatiszteket, földbirtokosokat, egy járásbírót, egy vendéglőtulajdonost, egy uradalmi intézőt, még egy postamestert is. A Gyömrő környéki gyilkosságok áldozatai több mint huszonnyolcan voltak, de pontos számuk ma sem ismert. (Az egykori Főszolgabírói Hivatal falán tábla emlékeztet a Gyömrői járás területén esett politikai gyilkosságok áldozataira.)
A második világháború után, a fordulat évét követően a rendszerváltásig a kommunista párt – változó névvel – vezette a települést.
Újabb, elementáris erejű „pártosodás” 1988-ban indult. A Fidesz, MDF, SZDSZ, FKGP, MSZP, MIÉP, MSZDP kezdte meg tevékenységét kis időkülönbségekkel, és e pártok egy részének még napjainkban is működik helyi szervezete Gyömrőn. A város polgármesterei 1990–1998 között Garádi István, 1998–2002 között Rádóczi Gusztáv, 2002-től 2017-ig Gyenes Levente voltak, majd 2017–2019 között dr. Mezey Attila lett a település első embere. 2019-től ismét Gyenes Levente vezeti a 2001. július 1. óta városi címmel is bíró Gyömrőt.

### A Telekiek Gyömrőn – 1760-tól
Teleki László (1710–1778) 1732-ben feleségül vette Ráday Esztert, akinek tulajdona volt a gyömrői határ egy része. A vő, az örökségükhöz tartozó szerény Kajali-udvarház helyére 1760 körül gyönyörű „kiskastélyt” építtetett. A rangos úrilakot nászajándékul kapta leánya, gróf Teleki Klára, akit gróf Wartensleben Vilmos vett feleségül. Ettől kezdve mintegy két évszázadon át gyömrői honosokként szerepelnek az egyházi- és közéletben a történelmi Teleki família „Sándor” ágának tagjai. Itt, a tájegységek találkozási pontján – eszményi helyen – épült Hild József tervei alapján gróf Teleki Sámuel megrendelésére, 1847-ben a széki gróf Teleki nemzetség családi fészke, a Nagykastély, honi és európai jelentőségű építéstörténeti remek.
A kastély műkincsei díszére váltak volna egy múzeumnak is. A „Nagy Ház” berendezése biedermeier stílusban fogant. A falakon – ősöket ábrázoló becses képek. Az ún. „pipázóban” volt például Teleki Lászlónak, a Kegyenc írójának és Teleki Domokos politikus-publicistának, a Magyar Tudományos Akadémia tagjának portréja, Barabás Miklós festményei, Ráday Eszter arcképe, Mányoki Ádám alkotása. Dr. Teleki László gróf, a szeretett ifjúsági és cserkészvezető „Laci bá” gyermekkori képmását az európai tekintélyű László Fülöp Elek festette meg. Acélmetszetek, intarziák, nemesfából való ódon faragványok, káprázatos gazdagságban. Teleki Mihály erdélyi kancellár drágakövekkel ékesített nyerge; egy eredeti kuruc zászló, XIV. Lajos francia király egy ládája. Könyvritkaságok ezerszám, valamennyi díszes kötésű fóliáns (http://www.kislexikon.hu/folians.html)%5B%5D… A kastélyt csodálatos arborétum kert ölelte körül. A 40 holdas parkban nyíres, fenyves, tölgyes részek. Az utak mentén aranyhársak sorakoztak. A kastély körül ötletesen nyírt bokrok a franciakertek hangulatát idézték.

## Közélete

### Polgármesterei
- 1990–1994: Garádi István (nem ismert)[4]
- 1994–1998: Garádi István (Gyömrői Független Választási Szövetség)[5]
- 1998–2002: Rádóczi Gusztáv (FKgP)[6]
- 2002–2006: Gyenes Levente (Gyömrő 2000 Kör)[7]
- 2006–2010: Gyenes Levente (Gyömrő 2000 Kör)[8]
- 2010–2014: Gyenes Levente (Gyömrő 2000 Kör)[9]
- 2014–2016: Gyenes Levente Zoltán (Gyömrő 2000 Kör)[10]
- 2016–2017: Gyenes Levente Zoltán (Gyömrő 2000 Kör)[11]
- 2017–2019: Dr. Mezey Attila (Gyömrő 2000 Kör)[12][13]
- 2019–2024: Gyenes Levente Zoltán (Jó Itt Élni! Lokálpatrióta Kulturális és Városfejlesztő Egyesület)[14]
- 2024–2025: Tóth János Zoltán (Jó Itt Élni! Lokálpatrióta Kulturális és Városfejlesztő Egyesület)[1]

A településen 2016. augusztus 28-án időközi polgármester-választást kellett tartani, mert az addigi polgármestert a Szegedi Ítélőtábla április 20-án bűnösnek mondta ki adócsalás és magánokirat-hamisítás miatt, s az ítéletet követően lemondott posztjáról. A közügyektől azonban a bíróság nem tiltotta el Gyenes Leventét, aki ezért elindult a választáson és igen magas, 77,4 %-os szavazati aránnyal, három jelölt közül meg is nyerte azt. Sokáig mégsem viselhette tisztségét, mert azt méltatlanság miatt 2017. január 11-én megszüntette a Budapest Környéki Törvényszék. Az emiatt szükségessé vált időközi választást 2017. április 23-án tartották meg, három jelölt részvételével.
2025. szeptember 28-án újból időközi választást kell tartani a településen, az előző évben megválasztott polgármester 2025. június 16-án bejelentett lemondása miatt.

## Népesség
A település népességének változása:
| Lakosok száma | 16 466 | 16 763 | 18 301 | 20 010 | 20 231 | 20 216 | 20 332 |
|               | 2013   | 2014   | 2018   | 2021   | 2022   | 2023   | 2024   |

A 2011-es népszámlálás során a lakosok 82,5%-a magyarnak, 0,6% cigánynak, 0,6% románnak, 0,5%-a németnek mondta magát (17,4% nem nyilatkozott; a kettős identitások miatt a végösszeg nagyobb lehet 100%-nál). A vallási megoszlás a következő volt: római katolikus 27,8%, református 12,8%, evangélikus 1,6%, görögkatolikus 1%, felekezeten kívüli 19,6% (34,1% nem nyilatkozott).
2022-ben a lakosság 88,4%-a vallotta magát magyarnak, 0,6% németnek, 0,5% cigánynak, 0,4% románnak, 0,2% ukránnak, 0,1-0,1% lengyelnek, horvátnak, bolgárnak, szlováknak és szerbnek, 4,1% egyéb, nem hazai nemzetiségűnek (11,4% nem nyilatkozott; a kettős identitások miatt a végösszeg nagyobb lehet 100%-nál). Vallásuk szerint 21,2% volt római katolikus, 11% református, 1,8% evangélikus, 1% görög katolikus, 0,1% ortodox, 2,2% egyéb keresztény, 0,6% egyéb katolikus, 18,9% felekezeten kívüli (43% nem válaszolt).

## Kultúra
Gyömrő városában működő televízió stúdió a SIGNAL TV, amit a helyi Teleház Egyesület működtet. A RÁDIÓ GYÖMRŐ pedig a város és a környező települések rádiója volt 2010-es megszűnéséig.
Ezen kívül van a Hankó István művészeti központ, mely helyet ad a környékbeli kiállítandóknak, eklektikáknak.

## Intézmények
Gyömrőn városháza, egy bölcsőde, három óvoda, négy általános iskola, egy gimnázium és szakközépiskola, két szakiskola, öt háziorvos, két orvosi rendelőintézet, három gyógyszertár, rendőrőrs, mentőállomás, önkéntes tűzoltóság, polgárőrség, városvédelmi egyesület, könyvtár, művelődési ház, egy postahivatal, egy OTP Bank-fiók, egy K&H bankfiók és egy takarékszövetkezet található.

## Látnivalók
- Teleki-kastély
- Tófürdő
- Tőzeges-tó

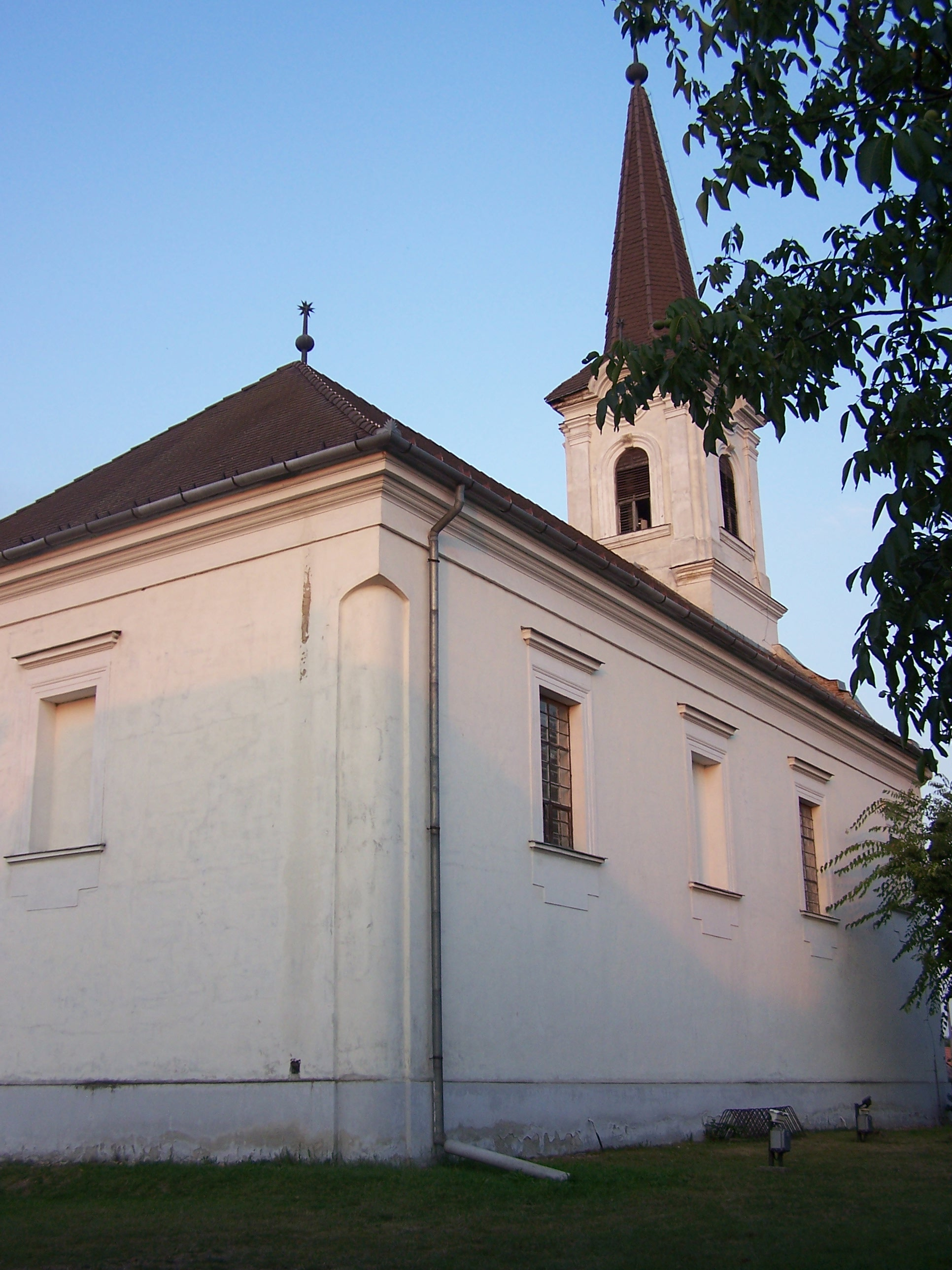
Református templom

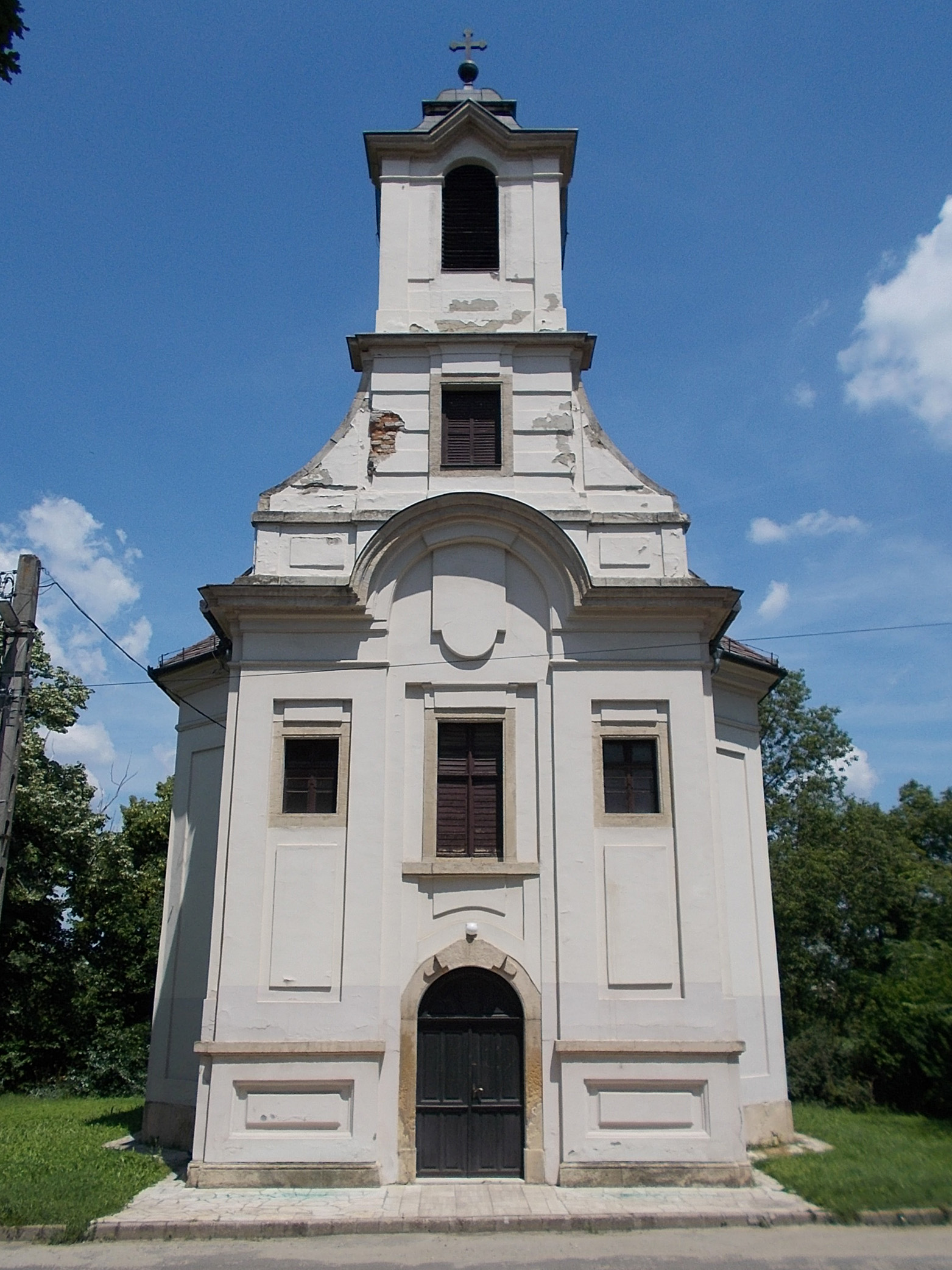
Római katolikus kistemplom

- Református templom (benne Antonio Canova domborműve)
- Római katolikus öregtemplom (Barokk, 1777)
- Rákóczi-emlékhely (a Mánya-réten)
- Tájház
- Magtár
- Római kori kőhíd Gyömrő határában
- Állatkert

## Itt születtek
- Teleki József politikus, országgyűlési képviselő, főrendiházi tag
- Teleki Béla földbirtokos, politikus, Zala vármegye főispánja, mezőgazdász, egyetemi tanár
- Pál József irodalomtörténész, egyetemi tanár, az MTA doktora, helyettes államtitkár (1998–2000)
- Hegyi Füstös László grafikus, karikaturista, animációs tervező rajzfilmrendező
- Esterházy László császári és királyi kamarás, főrendi-, majd felsőházi tag.

## Sajtó
- Gyömrő – közéleti és információs magazin
- Gyömrő Városi Televízió
- Gyömrői Hírhatár

## Képgaléria

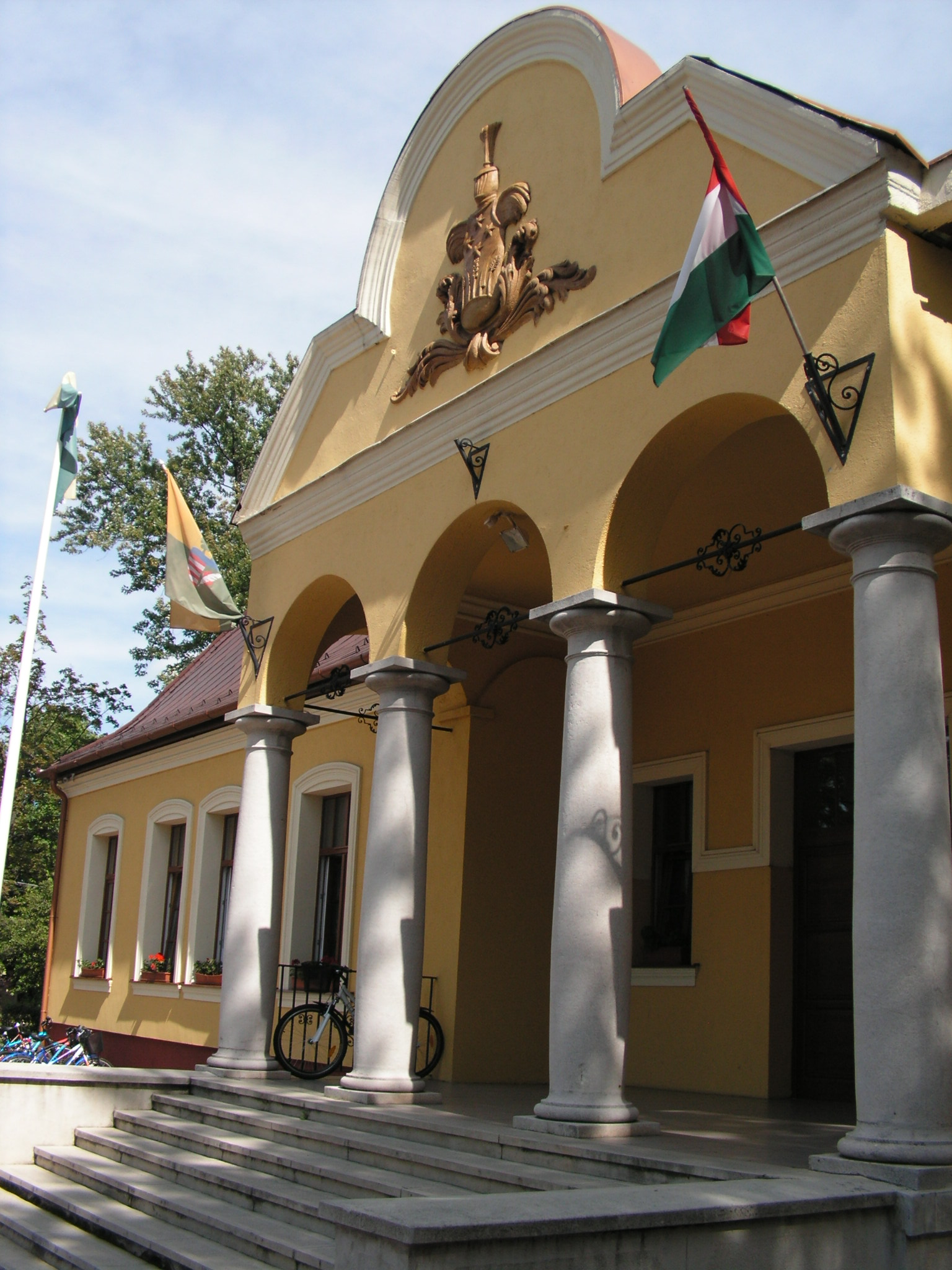
A kormányablak épülete
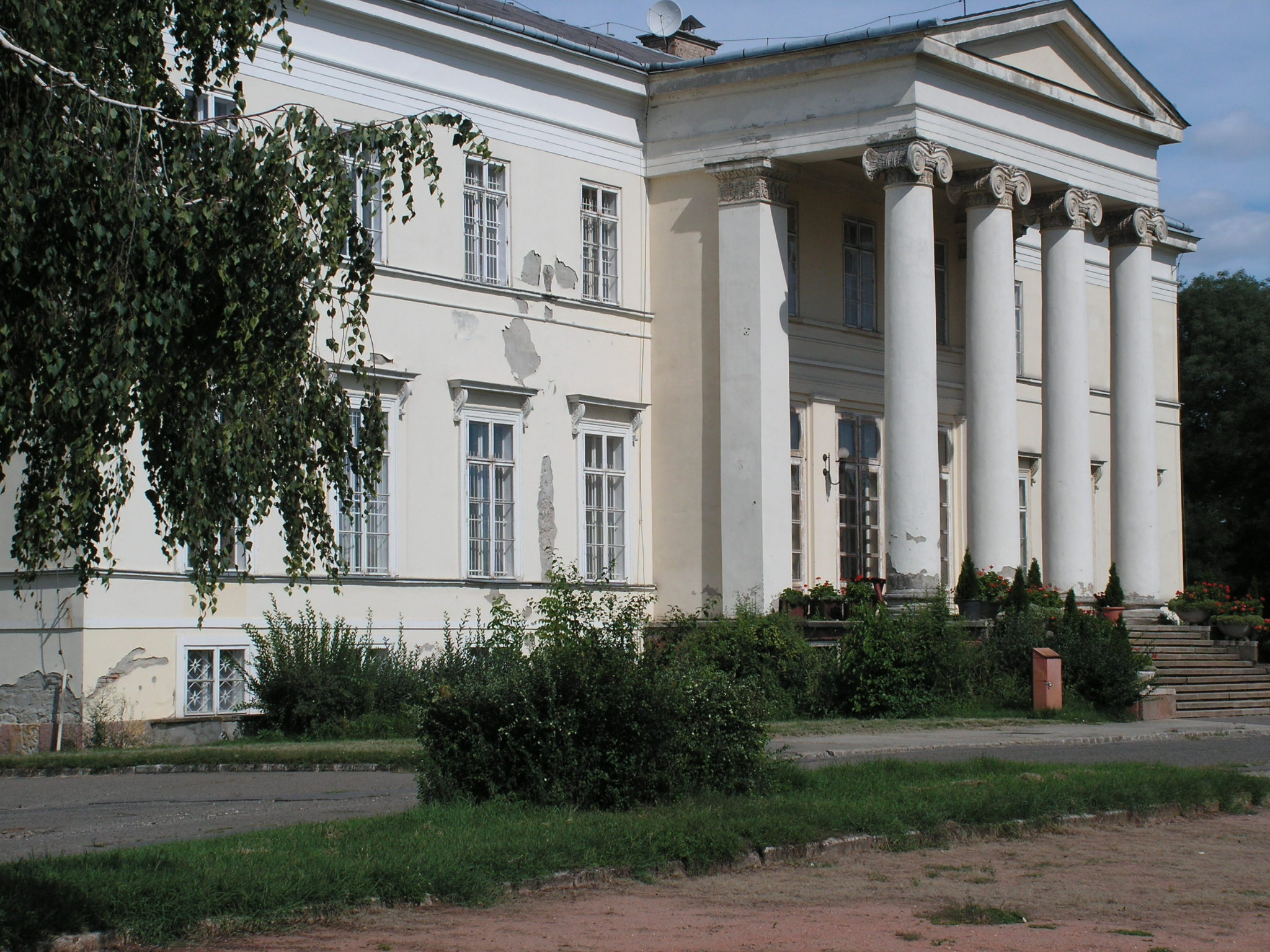
A Teleki-kastély
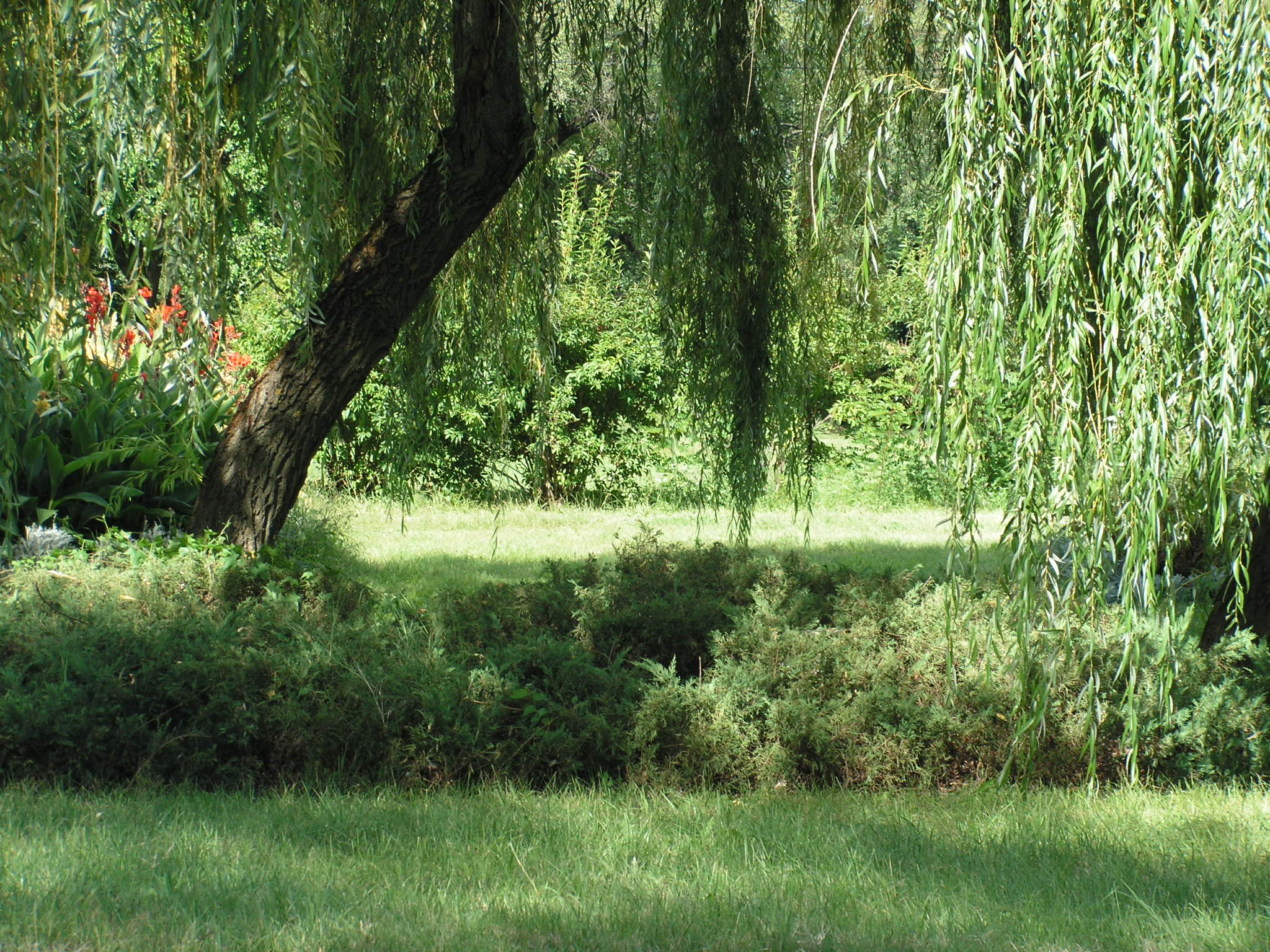
A kastély parkja
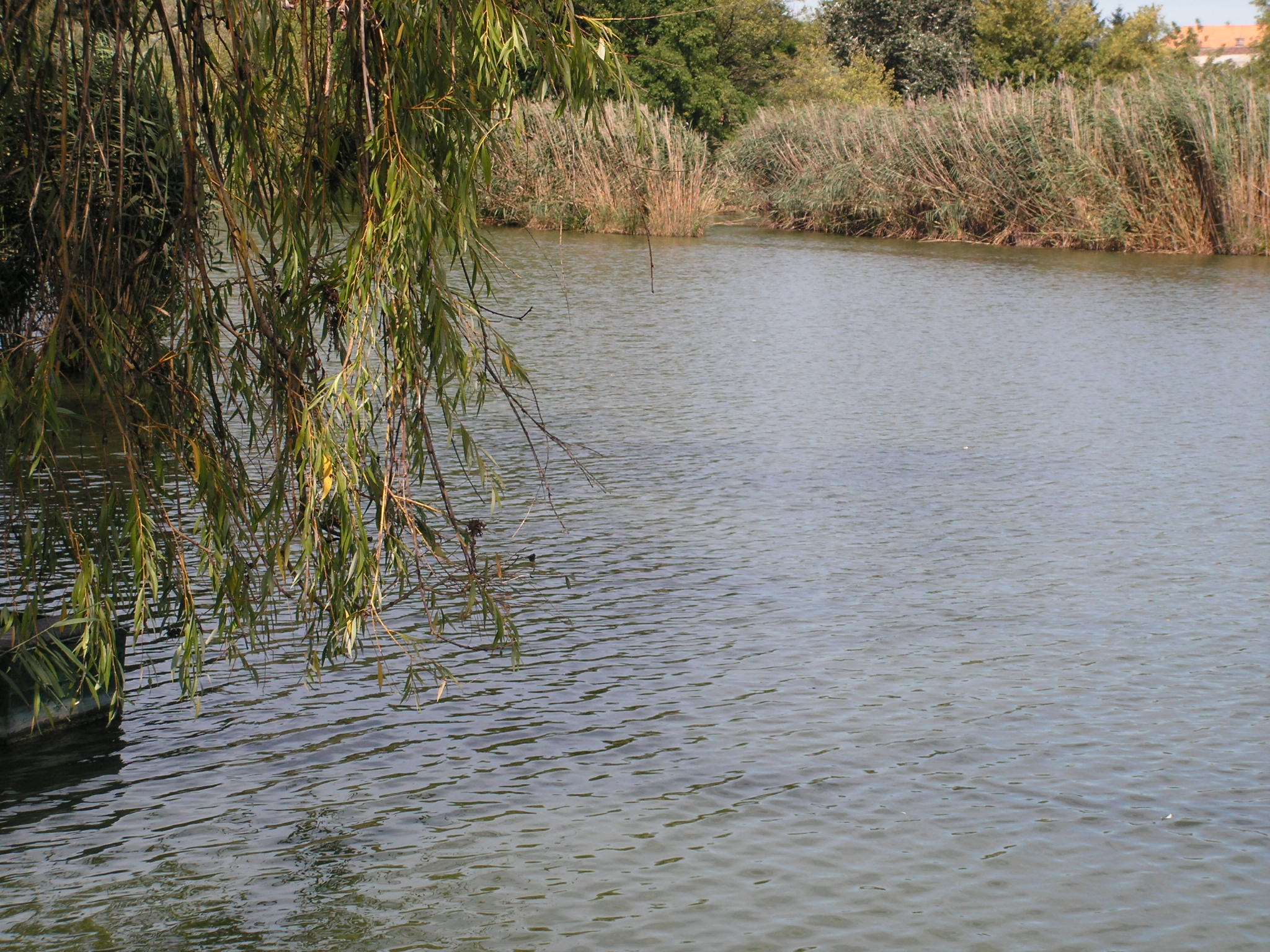
A Tőzeges-tó
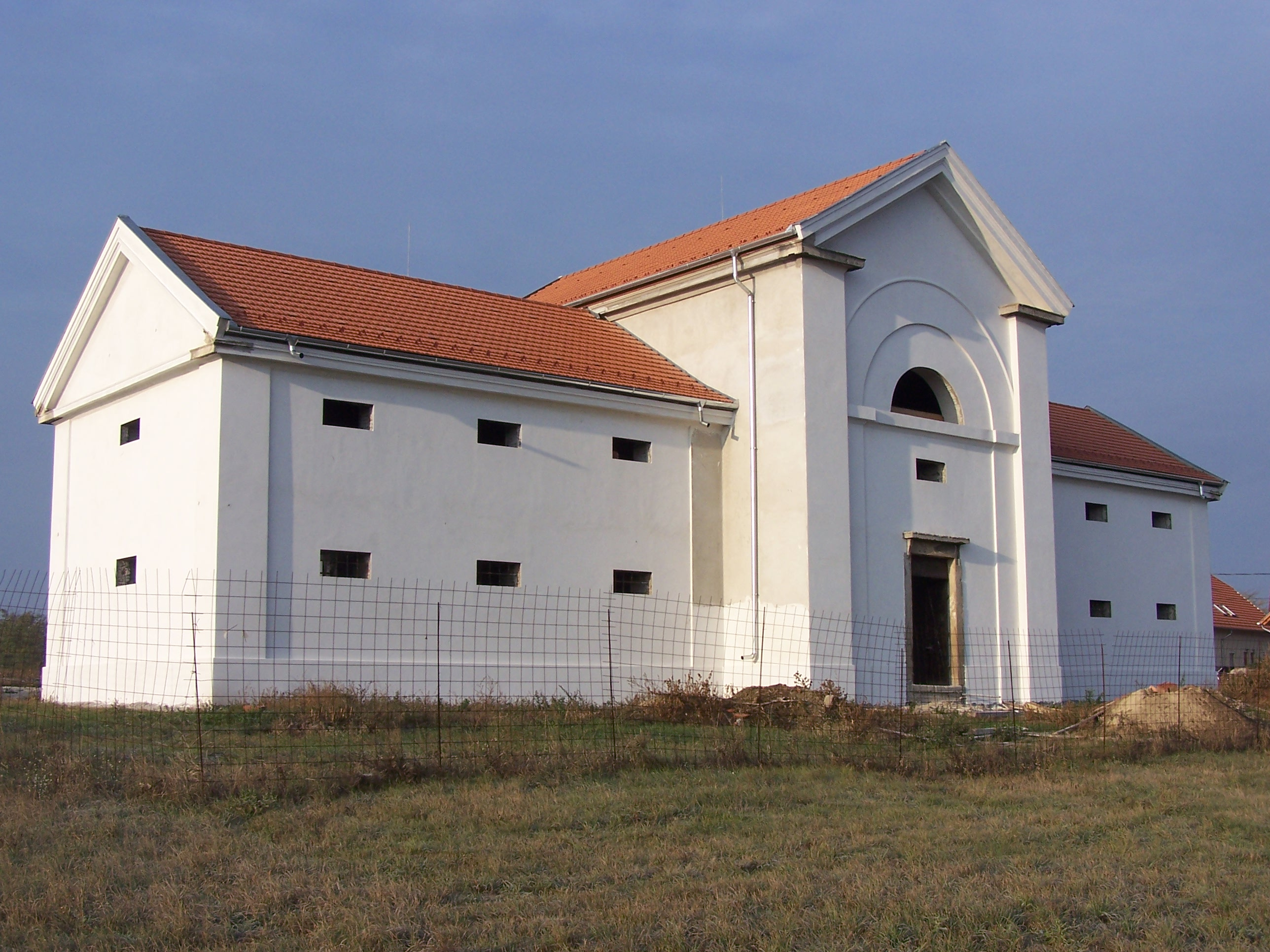
Magtár